# Blonde on Blonde
| 전문가 평가                   | 전문가 평가 |
| 평가 점수                     | 평가 점수   |
| 출처                          | 점수        |
| ----------------------------- | ----------- |
| AllMusic                      | [ 5 ]       |
| Encyclopedia of Popular Music | [ 6 ]       |
| Entertainment Weekly          | A+          |
| The Great Rock Discography    | 10/10       |
| MusicHound Rock               | 5/5         |
| The Rolling Stone Album Guide | [ 8 ]       |
| Tom Hull                      | A–          |

《Blonde on Blonde》는 1966년 6월 20일, 컬럼비아 레코드에 발표한 미국의 싱어송라이터 밥 딜런의 일곱 번째 스튜디오 음반이다. 1965년 10월, 뉴욕에서 딜런의 라이브 후원 밴드인 호크스의 멤버들을 포함한 수많은 후원 음악인들과 함께 녹음 세션이 시작되었다. 비록 1966년 1월까지 세션이 계속되었지만, 그들은 마지막 음반 〈One of Us Must Know (Sooner or Later)〉에 오른 단 하나의 트랙만을 내주었다. 프로듀서 밥 존스턴의 제안으로 딜런, 키보디스트 알 쿠퍼, 기타리스트 로비 로버트슨은 테네시주 내슈빌에 있는 CBS 스튜디오로 자리를 옮겼다. 내슈빌의 톱 세션 음악가들에 의해 증강된 이 세션들은 더욱 생산적이었으며, 2월과 3월에 음반의 나머지 곡들이 모두 녹음되었다.
《Blonde on Blonde》는 딜런이 1965년과 1966년에 녹음한 록 음반 3부작을 《Bringing It All Back Home》, 《Highway 61 Revisited》를 시작으로 완성했다. 비평가들은 종종 《Blonde on Blonde》를 역대 최고의 음반 중 하나로 꼽는다. 내슈빌 세션 뮤지션들의 전문성과 현대적 문학적 감성을 결합한 이 음반의 곡들은 음악적으로 웅장한 스케일로 운영되고 있으며 한 비평가는 "비전과 구어의 독특한 혼합"이라고 불리는 가사가 특징이다. 이 음반은 록 음악 최초의 더블 음반 중 하나였다.
이 음반은 미국의 빌보드 200 차트에서 9위를 차지했고, 결국 더블 플래티넘 인증을 받았고, 영국에서 3위에 올랐다. 《Blonde on Blonde》는 미국에서 20대 히트곡인 〈Rainy Day Women ♯12 & 35〉와 〈I Want You〉를 냈다. 딜런의 가장 위대한 작품 중 한 곡으로 〈Just Like a Woman〉과 〈Visions of Johanna〉 등 두 곡이 추가되었으며 롤링 스톤 역사상 가장 위대한 노래 500곡 목록에 올랐다.

## 배경
1965년 8월, 《Highway 61 Revisited》가 발매된 후, 밥 딜런은 투어 밴드를 구성하기 시작했다. 기타리스트 마이크 블룸필드와 키보디스트 알 쿠퍼는 해당 음반과 1965년 뉴포트 포크 페스티벌에서의 전기 사운드 데뷔 무대에서 딜런을 지원했다. 그러나 블룸필드는 딜런과의 투어 대신 폴 버터필드 블루스 밴드에 남기를 선택했다. 쿠퍼는 8월 말과 9월 초의 공연에서 딜런을 도운 뒤, 더 이상 투어에 참여하고 싶지 않다는 뜻을 밝혔다. 한편, 딜런의 매니저 앨버트 그로스먼은 앞으로 9개월 동안 미국, 오스트레일리아, 유럽을 순회하는 고된 투어 일정을 준비 중이었다. 딜런은 당시에 레번 앤 더 호크스라는 이름으로 활동하던 그룹에 연락을 취했다. 이 밴드는 아칸소주 출신의 레번 헬름과 네 명의 캐나다 출신 뮤지션 (로비 로버트슨, 릭 단코, 리처드 마누엘, 가스 허드슨)으로 구성되어 있었다. 이들은 원래 캐나다에서 미국 출신 로커 로니 호킨스를 백업하며 하나의 밴드로 뭉쳤다. 딜런에게 호크스를 강력하게 추천한 인물은 매니저 그로스먼의 비서인 메리 마틴과, 컬럼비아 레코드에서 딜런을 발굴한 음반 프로듀서 존 H. 해먼드의 아들인 블루스 가수 존 해먼드 주니어였다. 호크스는 1965년 해먼드 주니어의 음반 《So Many Roads》에서 그의 백업 밴드로 연주한 바 있었다.
밥 딜런은 9월 15일, 토론토에서 호크스와 리허설을 가졌다. 당시 호크스는 프라이어스 클럽에서 고정 공연을 하고 있었다. 그로부터 열흘 뒤인 9월 24일, 딜런과 호크스는 텍사스주 오스틴에서 합류 후 첫 공연을 가졌다. 약 2주 뒤, 텍사스 공연의 성공에 힘입어 딜런은 호크스를 데리고 뉴욕의 컬럼비아 레코드 스튜디오 A로 들어갔다. 그들의 즉각적인 과제는 〈Positively 4th Street〉의 후속 히트 싱글을 녹음하는 것이었지만, 딜런은 이미 그 해 세 번째로 록 뮤지션들과 함께하는 다음 음반을 구상하고 있었다.

## 곡 목록
모든 곡들은 밥 딜런에 의해 작사/작곡하였다.
| #  | 제목                                      | 재생 시간 |
| -- | ----------------------------------------- | --------- |
| 1. | 〈Rainy Day Women ♯12 & 35〉              | 4:36      |
| 2. | 〈Pledging My Time〉                      | 3:50      |
| 3. | 〈Visions of Johanna〉                    | 7:33      |
| 4. | 〈One of Us Must Know (Sooner or Later)〉 | 4:54      |

| #  | 제목                                                    | 재생 시간 |
| -- | ------------------------------------------------------- | --------- |
| 1. | 〈I Want You〉                                          | 3:07      |
| 2. | 〈Stuck Inside of Mobile with the Memphis Blues Again〉 | 7:05      |
| 3. | 〈Leopard-Skin Pill-Box Hat〉                           | 3:58      |
| 4. | 〈Just Like a Woman〉                                   | 4:52      |

| #  | 제목                                             | 재생 시간 |
| -- | ------------------------------------------------ | --------- |
| 1. | 〈Most Likely You Go Your Way and I'll Go Mine〉 | 3:30      |
| 2. | 〈Temporary Like Achilles〉                      | 5:02      |
| 3. | 〈Absolutely Sweet Marie〉                       | 4:57      |
| 4. | 〈4th Time Around〉                              | 4:35      |
| 5. | 〈Obviously 5 Believers〉                        | 3:35      |

| #  | 제목                              | 재생 시간 |
| -- | --------------------------------- | --------- |
| 1. | 〈Sad Eyed Lady of the Lowlands〉 | 11:23     |

## 인증
| 국가                       | 인증        | 판매량/출하량 |
| -------------------------- | ----------- | ------------- |
| 영국 (BPI)                 | 플래티넘    | 300,000^      |
| 미국 (RIAA)                | 2× 플래티넘 | 2,000,000^    |
| ^출하량을 기반으로 한 인증 |             |               |